# Pinheiro da Bemposta
Pinheiro da Bemposta ist ein Ort und eine ehemalige Gemeinde (Freguesia) im portugiesischen Kreis Oliveira de Azeméis. Die Gemeinde hatte 3326 Einwohner (Stand 30. Juni 2011).
Am 29. September 2013 wurden die Gemeinden Pinheiro da Bemposta, Travanca und Palmaz zur neuen Gemeinde União das Freguesias de Pinheiro da Bemposta, Travanca e Palmaz zusammengeschlossen. Pinheiro da Bemposta ist Sitz dieser neu gebildeten Gemeinde.